# Pulvinarisca filamentosa
Pulvinarisca filamentosa är en insektsart som först beskrevs av Robert Newstead 1913.  Pulvinarisca filamentosa ingår i släktet Pulvinarisca och familjen skålsköldlöss. Inga underarter finns listade i Catalogue of Life.